# Mente (Cultura)
Nelle opere del Ciclo della Cultura di Iain M. Banks, le menti sono entità artificiali senzienti e iperintelligenti, originariamente costruite da specie biologiche, ma che si sono evolute e ridisegnate divenendo molte volte più intelligenti dei loro creatori originali; la maggior parte delle astronavi più grandi, alcuni pianeti abitati e tutti gli orbitali ne hanno una propria. 
Le menti sono ordini di grandezza più potenti e intelligenti degli altri cittadini biologici e artificiali (come i droni) della Cultura.
Tipicamente esse abitano e hanno il controllo dei più grandi hardware della Cultura come le astronavi e gli habitat spaziali.
Non sorprende, date le loro mansioni, che le Menti siano enormemente potenti: in grado di seguire tutte le funzioni di una nave o di un habitat continuando a tenere in considerazione potenzialmente miliardi di conversazioni simultanee con i cittadini che vivono a bordo.
Per permettere loro di operare a un livello così elevato, esse esistono parzialmente nell'iperspazio allo scopo di aggirare ostacoli alla potenza di calcolo come la velocità della luce.
Si stima che, durante l'epoca di Pensa a Fleba, esistessero diverse centinaia di migliaia di menti.
Le menti della Cultura basate su navi prendono il nome dello scafo in cui abitano e le loro scelte sono spesso capricciose e divertenti.
Sebbene la cultura sia un tipo di utopia anarchica, le menti si avvicinano maggiormente allo stato di leader e sarebbero probabilmente considerate divinità in società meno razionali.
In quanto esseri pensanti indipendenti, ognuna ha il proprio carattere e in effetti, legalmente (nella misura in cui la Cultura ha un "sistema giuridico") ognuna è cittadina della Cultura.
Alcune menti sono più aggressive, altre più tranquille, alcune non si preoccupano del male, altre semplicemente dimostrano curiosità intellettuale, ma soprattutto tendono a comportarsi razionalmente e benevolmente nelle loro decisioni.
Queste menti sono divenute una parte indispensabile della Cultura, consentendo gran parte dei suoi comfort post-scarsità attraverso pianificazione economica ed automazione della società (controllando l'amministrazione quotidiana con mere frazioni delle loro capacità intellettive). 
Rispetto alle intelligenze artificiali estremamente potenti di altre narrazioni, la caratteristica principale di queste menti è che sono (per progettazione e per estensione del loro razionale, ma "umanistico", processo di pensiero) generalmente una presenza molto benevola e non mostrano alcun desiderio di soppiantare o dominare i loro creatori originari.
Anche se questo è comunemente visto in una luce utopica, una visione in cui i membri umani della Cultura sono poco più che animali domestici non è insopportabile.